# Derniwka
Derniwka (ukr. Дернівка) – wieś na Ukrainie, w obwodzie kijowskim, w rejonie browarskim, siedziba administracyjna rady wiejskiej. W 2001 roku liczyła 480 mieszkańców. 
Według danych z 2001 roku 98,1% mieszkańców jako język ojczysty wskazało ukraiński, 1,9% – rosyjski.
Miejscowość została założona w 1300 roku.